# Laurence Barrère
Pour les articles homonymes, voir Barrère.
Laurence Barrère, née le 18 mai 1966, est une joueuse française de water-polo.

## Carrière
Avec l'équipe de France féminine de water-polo, Laurence Barrère est médaillée de bronze aux Championnats d'Europe 1987 et aux Championnats d'Europe 1989.
Elle joue en club aux Dauphins de Créteil avec lequel elle est finaliste de la Coupe d'Europe des clubs champions en 1988.